# Mikael Rosén (Badminton)
Mikael Rosén (* 29. März 1967) ist ein schwedischer Badmintonspieler. 

## Karriere
Mikael Rosén verzeichnet als größten Erfolg ihrer Karriere den Gewinn von Europameisterschaftsbronze im Herrendoppel mit Peter Axelsson 1990. Im gleichen Jahr hatten beide auch den Titel bei den schwedischen Einzelmeisterschaften errungen. Als Legionär wurde Rosén 2000 deutsche Mannschaftsmeister mit dem BC Eintracht Südring Berlin.

## Sportliche Erfolge
| Saison    | Veranstaltung                     | Disziplin    | Platz | Name |
| --------- | --------------------------------- | ------------ | ----- | --- |
| 1988/1989 | Schweden: Einzelmeisterschaft U22 | Herrendoppel | 1     | Peter Axelsson / Mikael Rosén (Täby BMF / BK Aura) |
| 1989/1990 | Schweden: Einzelmeisterschaft U22 | Herrendoppel | 1     | Robert Larsson / Mikael Rosén (MBK / BK Aura) |
| 1989/1990 | Schweden: Einzelmeisterschaft     | Herrendoppel | 1     | Peter Axelsson / Mikael Rosén (Täby BMF / BK Aura) |
| 1990      | Europameisterschaft               | Herrendoppel | 3     | Mikael Rosen / Peter Axelsson |
| 1992      | Swiss Open                        | Mixed        | 1     | Mikael Rosén / Maria Bengtsson |
| 1994      | Swiss Open                        | Herrendoppel | 3     | Jan-Erik Antonsson / Mikael Rosen |
| 1999/2000 | Deutsche Mannschaftsmeisterschaft | Mannschaft   | 1     | BC Eintracht Südring Berlin (Jens Olsson, Sebastian Schmidt, Kristof Hopp, Mikael Rosén, Catrine Bengtsson, Margit Borg, Rikard Magnusson, Daniel Eriksson) |